# Pilers
Pilers (podpora pokładowa) – element konstrukcyjny spełniający rolę filaru, stosowany na pływających jednostkach wodnych do punktowego podpierania poziomych elementów szkieletu kadłuba, którym mogło grozić zbyt duże ugięcie pod obciążeniem, oraz do podpierania innych elementów o dużym nacisku na małą powierzchnię.
Pilersy były niegdyś wstawiane pomiędzy sąsiednimi pokładami, lub pomiędzy pokładem a dnem statku, szczególnie przy szerokich kadłubach. Opierane były o takie elementy, jak stępka, nadstępka, denniki, a podpierały takie elementy jak wzdłużniki pokładowe, czy pokładniki lub półpokładniki.
Obecnie pilersy są stosowane niemal wyłącznie na jachtach i tylko do jednego celu. Współczesny pilers jest podporą dla kolumny masztu, która często zaczyna się dopiero na powierzchni pokładu - szczególnie, jeśli jest to maszt składany (tzn. można go pochylać dla przejścia jednostki pod przeszkodami typu: mosty, przewody wysokiego napięcia itp.). Tego rodzaju pilers jest metalową rurą znajdującą się we wnętrzu kabiny jachtu, a wykorzystywany jest przy okazji do innych celów jak: kolumna stolika, czy miejsce wyprowadzenia na pokład fału lub talii miecza.
Trzeba jednak zaznaczyć, że pilers nie jest jedynym rozwiązaniem dla masztu zaczynającego się dopiero na pokładzie. Zamiast pilersu może być wykorzystany inny element zabudowy jachtu, np. odpowiednio wzmocniona gródź, a na mniejszych jednostkach zamiast podpory pionowej mogą być zastosowane odpowiednie wzmocnienia pokładu, np. mocniejsze pokładniki.